# Ligia Herrera Jurado
Ligia Herrera Jurado (David, Chiriquí, 4 de mayo de 1918–Ciudad de Panamá, 20 de enero de 2023) fue una geógrafa panameña, pionera de la geografía en Panamá, creadora del Índice Herrera de Desarrollo Humano.

## Trayectoria
Estudió en la Escuela Normal de Institutoras en David, Chiriquí, y posteriormente un bachillerato en Ciencias en Bélgica. A su regreso trabajó como laboratorista en la compañía bananera de Puerto Armuelles. Más tarde se formó como  bibliotecóloga en Brasil. Trabajó como profesora de educación para el hogar en el Instituto Justo Arosemena de Panamá y en una escuela para señoritas. Participó en la lucha contra el régmen militarista del presidente Remón Cantera. Se graduó como Profesora y Licenciada en Geografía e Historia en la Universidad de Panamá en 1962.
En 1967 realizó el doctorado en Filosofía con mención en Geografía en la Universidad de Chile, donde también fue profesora de Técnicas de Investigación Geográfica, Geografía del Caribe y Geografía de la Población. En Chile se reencontró con la demógrafa panameña Carmen Miró, una figura crucial a lo largo de su vida, a quien conoció en Panamá durante su activismo contra el régimen de Ramón Cantera. En 1970, mientras trabajaba en el Ministerio de Salud, realizó el primer Atlas de Geografía Médica de Panamá. Posteriormente asesoró la elaboración del Atlas de Salud de Panamá 1975 y el Atlas Nacional de Salud y Ambiente 1995, contribuciones que le valieron la Medalla Rómulo Roux del Ministerio de Salud de Panamá. Con su trabajo Desastres naturales y zonas de riesgo en Panamá: Condicionantes y opciones de prevención y mitigación, fue pionera en el análisis del territorio panameño para identificar zonas de riesgo de desastre natural en el país. 
Creó el Índice Relativo de desarrollo que lleva su nombre, cuyos hallazgos se recogen en los tres tomos de Regiones de desarrollo socioeconómico de Panamá 1970-1980, 1980-1990, 1990-2000. Con la creación de este índice, se convirtió en la primera investigadora que ubicó geográficamente la pobreza en el país, comparando los cambios en los niveles de vida en los distintos distritos de Panamá. El índice Herrera, como se conoce en la actualidad, fue elaborado con una metodología que utiliza fuentes públicas abiertas como los censos de población y vivienda, de manera que pueda ser utilizado y desarrollado por científicos sociales ligados a movimientos sociales sin necesidad de invertir en estudios adicionales. Está diseñado en torno a cinco variables con sus respectivos indicadores. Con este índice demostró que los niveles de desarrollo relativo en Panamá han ido en continuo deterioro desde los años 80 hasta el siglo XXI.

## Premios y reconocimientos
1. 1970 - Medalla Rómulo Roux del Ministerio de Salud de Panamá.
2. 2012 - Doctorado Honoris Causa de la Universidad Especializada de las Américas.

## Publicaciones
- Herrera, Ligia; Pecht, Waldomiro (1979). Crecimiento urbano de América Latina. Banco Interamericano de Desarrollo.

- La geografía de Chile Central

- Atlas de Geografía Médica de Panamá (1970). Ministerio de Salud de Panamá.

- Atlas de asentamientos humanos de América Latina. Comisión Económica para América Latina y el Caribe (1980).

- Las relaciones entre la estructura agraria y la distribución de la población en México. Colegio de México (1978).

- Regiones de desarrollo socioeconómico de panamá. Transformaciones ocurridas en las últimas tres décadas, 1970- 2000. Instituto de Estudios Nacionales. Universidad de Panamá (2003).[4]

- El país que somos. 30 años de Geografía Humana en Panamá. Instituto de Estudios Nacionales, Universidad de Panamá (2003).[5]